# Top Gear Sverige
Top Gear Sverige är ett svenskt motorprogram från 2020. Programmet är en svensk version av den brittiska förlagan Top Gear. Programledare är Adam Alsing, Marko ”Markoolio” Lehtosalo och Tony Rickardsson. Den första säsongen består av åtta avsnitt. Serien hade premiär 15 juni 2020 på Dplay (numera Discovery+) och sändes senare på hösten på Kanal 5. Programmet är ett nordiskt samarbete mellan BBC Studios, Banijay Group, Nordisk Film TV och Discovery Networks.
Säsongen spelades in under 2019, och premiären blev något försenad pga Adam Alsings bortgång i april 2020. I samråd med Alsings familj beslutade Discovery Networks att sända materialet till Adams minne.

## Handling
I programmet kommer de tre programledarna bland annat att testköra olika bilar. De kommer även att utmana varandra i biltävlingar runt om i Norden. Det blir allt från snabba sportbilar i norska Lillehammer till nostalgiska 80-talsbilar i Köpenhamn.
Precis som i den engelska förlagan kommer varje program gästas av en känd profil som intervjuas och utmanas att köra en bana på kortast möjliga tid. Säsongens mästare koras sedan i det sista avsnittet. Gäster i programmet kommer att vara Peter Forsberg, Anja Pärsson, Per Morberg, Johanna Lind och Anders Bagge, Kajsa Bergqvist, Thomas Ravelli, Cecilia Forss och Mattias Särnholm.